# Earias siliquana
Earias siliquana är en fjärilsart som beskrevs av Herrich-Schäffer 1853. Earias siliquana ingår i släktet Earias och familjen trågspinnare. Inga underarter finns listade i Catalogue of Life.